# Séguénéga
Séguénéga è un dipartimento del Burkina Faso classificato come comune, situato nella Provincia di Yatenga, facente parte della Regione del Nord.
Il dipartimento si compone del capoluogo e di altri 43 villaggi: Bakou, Bangassila-Mossi, Bangassila-Silmi-Mossi, Bassanga-Peulh, Bomhiri, Boulguin, Gambo, Gambo-Foulbe, Goubre, Gouroungo, Guitti, Jougalhiri, Kandega-Mossi, Kandega-Silmi-Mossi, Kolkom, Koudouma, Koukabako-Baloum, Koukabako-Silmi-Mossi, Koukabako-Yarce, Mogom, Mogom-Silmi-Mossi, Namassa, Niebce, Noungou, Ouonko-Mossi, Ouonko-Silmi-Mossi, Outoum-Mossi, Outoum-Silmi-Mossi, Ramsa, Roffo-Mossi, Sabouli, Sanspelga-Marance, Sanspelga-Mossi, Sarga, Sittigo, Tambokin, Teonsogo, Tougouya, Zouma-Mossi, Zouma-Silmi-Mossi, Zomkalga-Marance, Zomkalga-Mossi e Zouma-Peulh.